# Pierella albopunctata
Pierella albopunctata är en fjärilsart som beskrevs av Brown 1948. Pierella albopunctata ingår i släktet Pierella och familjen praktfjärilar. Inga underarter finns listade i Catalogue of Life.